# Грана падано
Грана падано (італ. Grana Padano) — італійський твердий витриманий варений пресований сир з коров'ячого молока. Він не тільки неймовірно популярний по всій країні, а й дав назву цілій категорії італійських сирів.

## Походження назви
Свою оригінальну назву група сирів Грана Падано отримала завдяки зовнішньому вигляду і географічній приналежності.
Слово «грана» (італ. grana) — зернистий, стало тепер загальною назвою всіх твердих сухих терткових сирів, якими італійці посипають піци, «пасти» і супи. Слово «падано» (італ. padano) означає «Паданський» — тобто, «вироблений в басейні річки По». Тепер цей сир категорії «DOP» роблять не тільки у Ломбардії. Зона його виробництва тепер включає всі провінції П'ємонту, ряд провінцій Трентіно-Альто-Адідже, Венето і Емілія-Романья.

## Історія
Рецепт сиру Грана Падано був створений дуже давно. Згідно з легендою, першими його почали готувати монахи-бенедектинці, що жили в північноіталійському монастирі К'яравалле, ймовірно у XII столітті. Вважається, що основна мета ченців полягала у збереженні надлишків молока. Сир швидко став популярним, причому як серед аристократів, так і серед селян. До XV століття став одним з найвідоміших італійських сирів. За майже десять століть рецептура його приготування практично не змінилася, хоча виробничий процес був значно автоматизований для економії коштів.
У 1954 році був заснований консорціум «Consorzio per la Tutela Del Formaggio Grana Padano», який об'єднує безліч фірм-виробників сиру Грана Падано. Основна функція консорціуму — контроль та нагляд за якістю сиру. У 1955 році консорціум зареєстрував товарний знак «Grana Padano» в кількох європейських країнах.

## Технологія виробництва

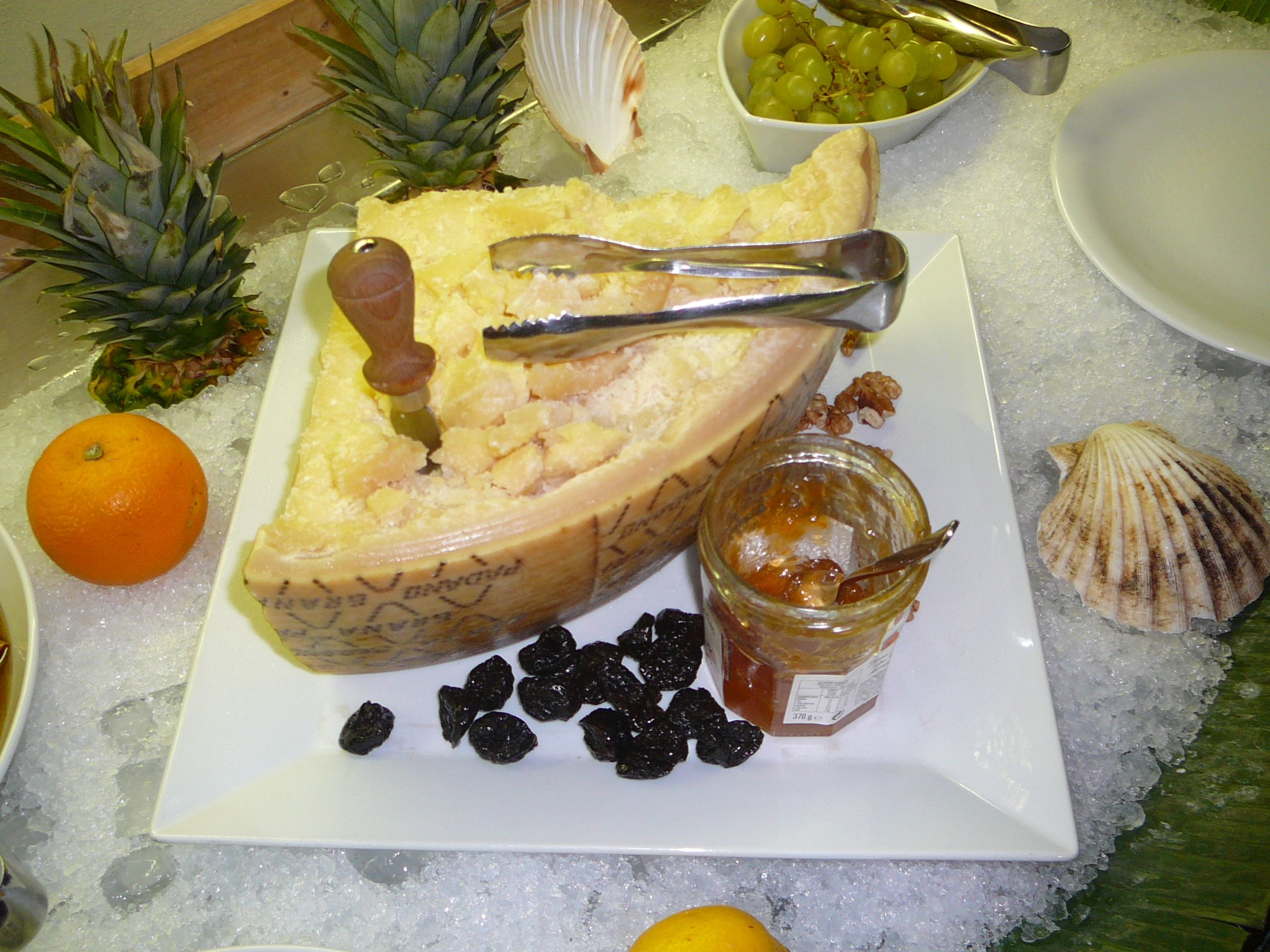

Сир визріває під суворим контролем не менше року (іноді і 6–8 років), а в продаж надходять великі циліндричні голови діаметром 35–45 см, заввишки 18–25 см і вагою 24–40 кг, покриті товстою натуральною золотисто-жовтою гладкою скоринкою. На зламі сир має легку лускоподібну, зернисту структуру солом'яного відтінку. Для виробництва 1 кг сиру необхідні 17 літрів частково знежиреного молока.
Щоб його виготовити, використовують молоко корів, які харчуються свіжим кормом, або овоче-зерновими сумішами, які обов'язково повинні відповідати критеріям і правилам виробництва, передбаченими консорціумом щодо захисту цього сиру.
Для виробництва використовується натуральне сире молоко, частково знежирене. Виробництво здійснюється у величезних мідних казанах і коагуляція відбувається з використанням натуральної сироватки і сичужного ферменту тваринного походження. При згортанні молоко набуває зернистої структури, при цьому кожне зернятко за розміром нагадує рисове. Після варіння ці зернятка скупчуються в однорідну масу і випадають на дно казана, з якого вони збираються спеціальною тканиною. Після цього сир переносять у ємності, які надають йому циліндричної форми, а потім поміщають в соляний розчин для засолювання. Там він перебуває 14—30 днів. Після засолу форми з сиром переносяться в приміщення з певною температурою і вологістю для дозрівання. При цьому процесі форми сиру постійно контролюються, перевертаються і чистяться.
Грана Падано може бути 3 типів залежно від часу дозрівання:
- Молодий «Grana Padano» — від 9 до 16 місяців;
- Сир середньої витримки «Grana Padano oltre 16 mesi» — від 16 до 20 ;
- Витриманий сир «Grana Padano Riserva» — більше 20 місяців.

## Кулінарія
Сир Грана Падано має солонуватий, пікантний смак з легким горіховим відтінком. Грана Падано подають до столу як самостійну закуску-аперитив. Вважається, що Грана Падано ідеально поєднується з вермутом, а також червоним вином. З вин перевагу віддають витриманим червоним: Бароло, Барбареско і Брунелло ді Монтальчіно. Сир Грана Падано додають до складу салатів, соусів, перших і других страв. Грана Падано, як і всі сири класу «грана», використовують насамперед як тертковий — італійці купують його тільки шматком, і натирають безпосередньо під час приготування страви. Особливістю цього сиру є те, що він не ріжеться, а рубається спеціальним трикутним ножем.

## Калорійність та енергетична цінність
Калорійність — 384 ккал на 100 грам продукту. Масова частка жиру в сухій речовині у сиру — 32 %. Склад: коров'яче молоко, сіль, сичужний фермент і фермент ліоцім.

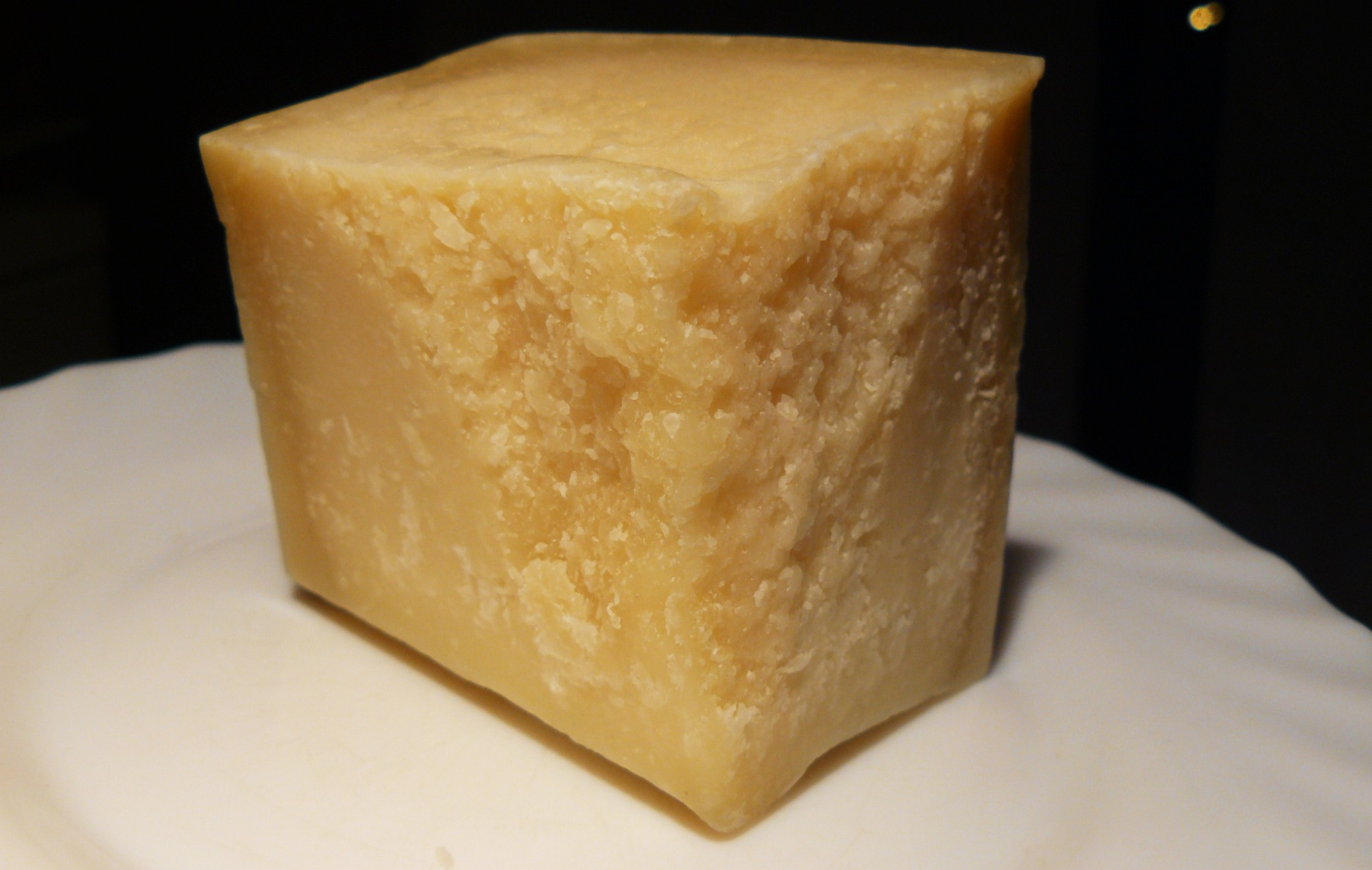

Енергетична цінність:
- Білки: 33 м (~ 132 ккал).
- Жири: 28 м (~ 252 ккал).
- Вуглеводи: 0 г (~ 0 ккал).